# Židovský hřbitov v Písečném
Židovský hřbitov v Písečném, založený na začátku 18. století, je nejvýznamnější dochovanou památkou zdejší židovské komunity.
V roce 1921 žilo v samotném Písečném celkem 732 obyvatel, z toho 271 (60%) se jich hlásilo k české národnosti, 430 k německé, 2 k židovské a zbytek k ostatním. Ještě v 19. století žila v obci početná židovská menšina, o čemž dodnes svědčí pozůstatky tří židovských sídelních okrsků: severojižní jednostranně zastavěná ulice na levém břehu Dyje, náměstíčko východně od návsi a dvě řádky domů západně od návsi. Součástí posledního ze sídelních okrsků bývala synagoga, dnes již zaniklá.
Samotný hřbitov se nachází 400 m jihozápadně nad obcí ve stráni vrchu Nad Hřbitovem při severním okraji lesa jižně od křižovatky silnic. Je chráněn jako kulturní památka České republiky. Dochovalo se zde kolem 450 náhrobních kamenů v barokovém a klasicistním stylu s nejstarším z roku 1730 a rekonstruovaná průchozí márnice na severním okraji.